# Бејзболска терминологија за сексуалне радње
Бејзболска терминологија за сексуалне радње настала је у Сједињеним Америчким Државама преузимањем неких израза из бејзбола.

## Терминологија
Међу најчешће коришћеним метафорама су успеси ударача и тркача у описивању нивоа физичке интимности (обично гледано из хетеросексуалне перспективе). Иако се дефиниције могу разликовати,  у доњој табели наведана је типична употреба бејзболске  терминологије за сексуалне радње:
| Српски                        | Енглески                   | Значење                                                       |
| ----------------------------- | -------------------------- | ------------------------------------------------------------- |
| Прва база                     | First base                 | Класично љубљење и љубљење језикм                             |
| Друга база                    | Second base                | Дирање или љубљење груди, стимулација гениталија руком        |
| Трећа база                    | Third base                 | Стимулација гениталија руком или орални секс                  |
| Домаћа база или бодовање      | Home run                   | „Пун“ (пенетративни) сексуални однос                          |
| Бацач                         | Pitcher                    | Мушкарац који пружа анални секс, или мушкарац који пенетрира  |
| Хватач                        | Catcher                    | Мушкарац који прима анални секс, мушкарац у кога се пенетрира |
| Онај који игра за другу екипу | Playing for the other team | Еуфемизам за геј мушларва или лезбијску                       |
| Играње за обе екипе           | Playing for both teams     | Еуфемизам за бисексуалну оријентацију                         |

## Анализа и критика
Секвенца „базног трчања у безболу“ често се посматра као сценарио или шаблон који користе млади људи који експериментишу са сексуалним односима. Кол и Франсоа тврде да је 1990-их све већи нагласак на безбедном сексу довео до ширења концепта секса изван хетеросексуалног пенетративног сношаја и да у склопу тога термин „домаћи рад“ добија додатно значење: орални секс. Међутим  Рихтер и Рисел,  тврде супротно, да се сада понекад сматра да „трећа база“ укључује орални секс као део прихваћеног обрасца понашања, као претходницу „пуног“ (пенетрог) секса. 
Сексуални едукатори критикују употребу бејзбол терминологије као сексуалног сценарија, без обзира на то шта свака „база“ значи, јер такве метафоре представљају секс као такмичење са победником и губитником. Док Дебора Рофман пише да се метафора бејзбола показала „издајнички моћном, изузетно ефикасном и веома ефикасном... као средство за преношење на наредне генерације младих свега што је погрешно и штетно у вези са америчким сексуалним односима. 
Међутим постоје опречни ставови о употреби бејзбол метафоре у сексуалном образовању. Неки наставници верују да ова метафора може бити ефикасна техника у раду са ученицима средњих школа. Заговорници "бејзбол" метафора у сексуалном образовању су Лехман и Бел, који у својој књизи Пилећи водич за разговор са децом о сексу, користе бејзбол метафоре како би помогли родитељима да разговарају о пубертету са својом децом, и у том смислу у свом водичу деле теме на
- „Прва база“ („Промене од врата навише“),
- „Друга база“ („Промене од врата надоле“),
- „Трећа база“ .

Други тврде да метафора бејзбола одражава америчке идеје о сексу као победи, а не као узајамном и споразумном чину. Ова критика сугерише да друге метафоре могу бити корисније у објашњавању сексуалног пристанка и задовољства. Алтернативне метафоре и критике теме „бејзбола” нуде се у материјалима о сексуалном образовању на популарним сајтовима.